# Портрет мужчины с руками на поясе
«Портрет мужчины с руками на поясе», ранее известный как «Портрет голландского адмирала», — картина голландского художника Рембрандта Харменса ван Рейна, созданная в 1658 году. В настоящее время картина находится в коллекции Центра искусств Агнес Этерингтон при Университете Куинс в Кингстоне.
Картина была вновь обнаружена в декабре 2009 года после того, как не выставлялась на всеобщее обозрение около сорока лет. В декабре 2009 года она была куплена Стивом Уинном на аукционе Christie's за 20 миллионов фунтов стерлингов, что стало самой высокой ценой, когда-либо заплаченной за картину Рембрандта. В 2011 году её приобрели Изабель и Альфред Бадер. Они выставили её на продажу на художественной выставке TEFAF в Маастрихте в 2011 году за 47 миллионов евро. Бадеры передали картину в дар Центру искусств Агнес Этерингтон в декабре 2015 года.
Картина, написанная в 1658 году, была впервые документально описана в 1847 году на выставке в Британском институте, но критики обратили на него внимание только после продажи в Лондоне более восьмидесяти лет спустя. Историк искусства Танкред Борениус в журнале The Burlington Magazine вскоре после продажи, назвал портрет «несомненно, одним из самых заметных дополнений к списку сохранившихся работ Рембрандта за долгое время», отметив его «абсолютно идеальное состояние», «упрощенный и эффективный, монументальный характер» и «необычайно конструктивную силу кисти мастера». Его мнение спустя несколько месяцев в той же публикации повторил исследователь творчества Рембрандта Вильгельм Р. Валентинер, который счёл картину «самой большой и впечатляющей среди вновь обнаруженных картин… вполне в стиле монументального автопортрета, выполненного Рембрандтом в 1658 году»
Личность мужчины неизвестна. Когда картина была впервые представлена на выставке Британского института в 1847 году, её назвали просто «Голландский адмирал». Это название указывало на его властный облик, но не имело под собой оснований в XVII веке. В 1956 году Валентинер предположил, что это может быть адвокат Луи Крейерс, основываясь на том, что Крейерс был назначен опекуном сына художника Титуса 4 апреля 1658 года, но на картине нет ничего, что указывало бы на то, что этот человек — адвокат, и эта идея не получила поддержки.

## Провенанс
В 1915 году картина была описана Корнелисом Хофстеде де Гроотом, который написал: «827a. Голландский адмирал. Выставлялась в Британском институте, Лондон, 1847, № 45. В коллекции Джорджа Фоллиота». Картина была продана в мае 1930 года из коллекции Фоллиота, но находилась в художественной коллекции Колумбийского университета, когда Хорст Герсон включил её в каталог в 1968 году. Она была приобретена за 185 000 долларов Хантингтоном Хартфордом, владельцем сети супермаркетов A&P, который подарил её университету в 1958 году.